# Pourvoirie
Une pourvoirie (originellement au Québec, en anglais Outfitter) est une entreprise qui offre, en échange d'une rémunération, des services et des infrastructures à des fins récréatives en lien avec la pratique de la chasse, de la pêche ou encore de la trappe. Ces entreprises mettent souvent aussi à disposition un service d'hébergement, de location d'équipement et de guide. Par extension, le terme de pourvoirie est utilisé pour désigner le terrain occupé par l'établissement,.

## Thèmes et activités

### Activités estivales
Au-delà de la pêche, en été, certaines bases de loisirs et de plein air, organisent des activités nautiques (baignade, canoë-kayak, excursion en mer, rabaska (grands canoës), d'observation de la faune et de la nature, de randonnée (équestre, pédestre, en rabaska, ou vélo de montagne).

### Activités hivernales
En hiver ce sont les activités de glisse qui sont privilégiées : excursion en autoneige, glissade, motoneige, patinage, pêche blanche, raquette, ski de randonnée et traîneaux à chiens.

## Classification des établissements de pourvoirie au Québec
La Fédération des pourvoiries du Québec (FPQ), créée en 1948, est mandatée par le Ministère du Tourisme, selon le Règlement sur les établissements d'hébergement touristique, d’effectuer la classification de près de 5 000 unités d’hébergement en pourvoirie. Selon la Loi sur la conservation et la mise en valeur de la faune, l'établissement de pourvoirie désigne « une entreprise qui offre, contre rémunération, de l'hébergement et des services ou de l'équipement pour la pratique, à des fins récréatives, des activités de chasse, de pêche ou de piégeage » (Art. 78.1.).
La classification permet ainsi présenter selon le respect des normes qualités et des services des établissements non-conformes ou conformes, allant de 0 à 5 étoiles.
Voici une présentation des différents types d’hébergement proposés par la FPQ, dont on peut distinguer ceux appartenant à l'hôtellerie de plein air (les cinq derniers types) :
- Établissement hôtelier : Ces bâtiments offrent en location des chambres.
- Pavillon : Bâtiment comprenant plusieurs chambres, pouvant inclure une cuisine, et généralement une salle commune. Le pavillon se trouve habituellement à proximité d’un établissement offrant le service de restauration.
- Auberge : Bâtiment comprenant au moins deux chambres et dans lequel est offert obligatoirement le service de restauration.
- Chalet : Bâtiment composé au minimum d'une chambre et éventuellement une cuisine, sinon un bâtiment adjacent offre le service de restauration.
- Camp : Bâtiment pouvant comprendre une cuisine, sinon un bâtiment adjacent offre le service de restauration.
- Bateau-Maison (unité d’hébergement flottante) :Bâtiment flottant correspondant à la définition d’un chalet ou d’un camp.
- Roulotte : Remorque, stationnaire ou fixe, comprenant une cuisine.
- Carré de tente et abri temporaire : Bâtiment en toile et/ou de matériaux rigides, non classifié du fait de son itinérance.